# Djebel Toucha
Djebel Toucha són unes muntanyes situades al sud-oest de Sbiba a la governació de Kasserine al límit entre les delegacions de Sbiba i Sbeitla. Prop de la muntanya es troba l'embassament de Sbiba. També en aquesta zona hi ha el lloc arqueologic de Sbiba.